# Victor Cadet
Pour les articles homonymes, voir Cadet.
Victor Cadet, né le 17 juin 1878 à Saint-Omer et mort le 22 septembre 1911 à Lille, est un nageur et un joueur de water polo français. 

## Carrière
Licencié au Triton Lillois, Victor Cadet participe aux épreuves de natation aux Jeux olympiques d'été de 1900 à Paris en 200 m nage libre, où il ne parvient pas à sortir des séries, et en 200 m par équipes, où il obtient une médaille d'argent. Durant ces mêmes Jeux, en water polo, il est éliminé en quarts de finale.